# Regional Preferente de Navarra 1978-79
La temporada 1978-79 de Regional Preferente de Navarra era el quinto nivel de las Ligas de fútbol de España para los clubes de Navarra y La Rioja, por debajo de la Tercera División de España.

## Sistema de competición
Los 20 equipos en un único grupo, que se enfrentan a doble vuelta, una vez en casa y otra en el campo del equipo rival, todos contra todos.
Al final de esta temporada se ampliarían los grupos de Tercera División, pasando de 6 a 8. Al haber más plazas disponibles en la división superior, los dos primeros clasificados ascendieron directamente.
Los puestos de descenso directo son variables, dependiendo de los ascensos a Tercera División y los descensos desde esta categoría de equipos riojanos y navarros. Se deben compensar con los tres ascensos directos desde Primera Regional de los campeones de cada grupo. Además, hay una promoción de permanencia-ascenso entre los tres equipos clasificados justo por encima de los descendidos directamente y los segundos clasificados de cada grupo de Primera Regional.

## Clasificación[1]
| Pos. | Equipo                       | Pts. | PJ | G  | E  | P  | GF | GC | Dif. |                             |
| ---- | ---------------------------- | ---- | -- | -- | -- | -- | -- | -- | ---- | --------------------------- |
| 1    | C. Haro Deportivo (C, A)     | 55   | 38 | 24 | 7  | 7  | 78 | 33 | +45  | Ascenso a Tercera           |
| 2    | C. D. Corellano (A)          | 51   | 38 | 22 | 7  | 9  | 59 | 37 | +22  | Ascenso a Tercera           |
| 3    | C. D. Ence                   | 49   | 38 | 21 | 7  | 10 | 61 | 34 | +27  |                             |
| 4    | C. D. Izarra                 | 48   | 38 | 20 | 8  | 10 | 75 | 36 | +39  |                             |
| 5    | C. Atlético Osasuna Promesas | 48   | 38 | 22 | 4  | 12 | 68 | 40 | +28  |                             |
| 6    | C. D. Erriberri              | 45   | 38 | 17 | 11 | 10 | 58 | 45 | +13  |                             |
| 7    | C. D. Iruña                  | 41   | 38 | 15 | 11 | 12 | 45 | 43 | +2   |                             |
| 8    | C. D. Oberena                | 41   | 38 | 15 | 11 | 12 | 44 | 51 | −7   |                             |
| 9    | C. D. Peña Azagresa          | 40   | 38 | 16 | 8  | 14 | 55 | 54 | +1   |                             |
| 10   | A. D. Noáin                  | 40   | 38 | 17 | 6  | 15 | 64 | 46 | +18  |                             |
| 11   | C. D. Burladés               | 38   | 38 | 16 | 6  | 16 | 61 | 59 | +2   |                             |
| 12   | C. D. Lodosa                 | 37   | 38 | 16 | 5  | 17 | 51 | 48 | +3   |                             |
| 13   | C. D. Alfaro                 | 35   | 38 | 15 | 5  | 18 | 62 | 62 | 0    |                             |
| 14   | C. D. Zarramonza             | 33   | 38 | 13 | 7  | 18 | 57 | 75 | −18  |                             |
| 15   | Murchante F. C.              | 31   | 38 | 12 | 7  | 19 | 49 | 62 | −13  |                             |
| 16   | C. F. Beti Casedano          | 30   | 38 | 11 | 8  | 19 | 47 | 59 | −12  |                             |
| 17   | C. D. Tudelano Promesas      | 30   | 38 | 11 | 8  | 19 | 42 | 60 | −18  | Promoción de permanencia    |
| 18   | C. D. Ilumberri              | 30   | 38 | 11 | 8  | 19 | 36 | 57 | −21  | Promoción de permanencia    |
| 19   | Náxara C. D.                 | 19   | 38 | 7  | 5  | 26 | 33 | 81 | −48  | Promoción de permanencia    |
| 20   | C. D. Alesves                | 19   | 38 | 7  | 5  | 26 | 28 | 91 | −63  | Descenso a Primera Regional |

 Fuente: Fútbol Regional

## Promoción de permanencia
| Equipo 1      | Agr.           | Equipo 2                | Ida | Vuelta | 3er partido |
| ------------- | -------------- | ----------------------- | --- | ------ | ----------- |
| C. D. Baztán  | 2-3            | C. D. Tudelano Promesas | 1-1 | 1-1    | 0-1         |
| C. D. Aluvión | 4-4 (5:4 pen.) | C. D. Ilumberri         | 0-0 | 2-2    | 2-2         |
| Náxara C. D.  | 5-4            | C. D. La Calzada        | 3-1 | 2-3    |             |

| Ida; 11 de junio de 1979 | C. D. Baztán | 1:1 | C. D. Tudelano Promesas |  |  |

| Vuelta; 18 de junio de 1979 | C. D. Tudelano Promesas | 1-1 | C. D. Baztán |  |  |

| Desempate; 24 de junio de 1979 | C. D. Baztán | 0:1 (Global 2:3) | C. D. Tudelano Promesas |  |  |

| Ida; 11 de junio de 1979 | C. D. Aluvión | 0:0 | C. D. Ilumberri |  |  |

| Vuelta; 18 de junio de 1979 | C. D. Ilumberri | 2:2 | C. D. Aluvión |  |  |

| Desempate; 24 de junio de 1979 | C. D. Aluvión | 2:2 (5:4 p.)(Global 4:4) | C. D. Ilumberri |  |  |

| Ida; 11 de junio de 1979 | Náxara C. D. | 3:1 | C. D. La Calzada |  |  |

| Vuelta; 18 de junio de 1979 | C. D. La Calzada | 3:2 (Global 4:5) | Náxara C. D. |  |  |

| Asciende a Regional Preferente    | Desciende a Primera Regional   |
| C. D. Aluvión                     | C. D. Ilumberri                |
|                                   |                                |
| Permanecen en Regional Preferente | Permanecen en Primera Regional |
| C. D. Tudelano Promesas           | C. D. Baztán                   |
| Náxara C. D.                      | C. D. La Calzada               |